# María del Carmen Zaragoza y Zaragoza
María del Carmen Zaragoza y Zaragoza (1. června 1888, Villajoyosa – 7. srpna 1936, Vallirana) byla španělská římskokatolická řeholnice kongregace Sester dominikánek učení od Neposkvrněného početí a mučednice. Katolická církev jí uctívá jako blahoslavenou.

## Život
Narodila se 1. června 1888 ve Villajoyose v provincii Alicante jako dcera Sebastiana Zaragozy, který byl kapitánem obchodního námořnictva, což vysvětluje pozdější stěhování rodiny. Měla devět sourozenců a jeden bratr se stal knězem. V období dětství žila v okolí Kantabrijského moře; ve městě Santoña, San Vicente de la Barquera, kde 18. května 1895 přijala svátost biřmování a poté v Algortě. Následně se vrátily do Villajoyosy, kde byla členkou náboženského sdružení Hijas de María (Dcery Marie).
Později se přestěhovala do Barcelony. Zde vedla nadále svůj vzorný křesťanský život, navštěvovala chudé staré lidi, osiřelé děti a nemocné. Začal ji přitahovat řeholní život a 22. července 1916 vstoupila do kongregace Sester dominikánek učení od Neposkvrněného početí. Její domovskou komunitou se stala komunita sester Santa Catalina de Siena v Barceloně. Roku 1917 oblékla řeholní hábit a dne 18. února 1918 složila své řeholní sliby. Do stejné komunity vstoupila také její sestřenice María Rosa Adrover Martí, která s ní byla později zavražděna.
V řeholní komunitě měla na starost zahradu a později se stala školnicí a učitelkou dívek. Měla velkou oddanost k Panně Marii, kterou nazývala Matkou Opuštěných.
Po vypuknutí Španělské občanské války v červenci 1936 a začátku pronásledování katolické církve byly sestry nuceny opustit klášter a odejít se ukrýt do domů které jim nabídly přístřeší.
Sestra María pobývala se svou sestřenicí Marií Rosou v domě lékárníka. Zde je navštívila převorka komunity a předala jim peníze aby odešli do Valencie.  Dne 7. srpna se rozhodli odejít ale byly zatčeny na ulici. Milicionáři je odvedli do lesa Lledoner v obci Vallirana kde byly mučeny a zastřeleny. Jejich těla byly pohřbeny ve dvou oddělených hrobech na hřbitově ve Valliraně. V červenci 1942 byly těla exhumovány a přeneseny do Colegio de Barcelona na ulici Calle Mallorca. Na místě jejich umučení bylo postaveno malé mauzoleum.

## Proces blahořečení
Dne 8. ledna 1958 byl v barcelonské arcidiecézi zahájen její proces blahořečení. Do procesu byli zařazeni také dva dominikánští terciáři a 9 dominikánských sester. 
Dne 19. prosince 2005 uznal papež Benedikt XVI. jejich mučednictví. Blahořečeni byli 28. října 2007.